# Alleanza solare internazionale

In evidenza la zona torrida

L'Alleanza solare internazionale (International Solar Alliance, ISA) è un'alleanza di 101 paesi avviata dall'India, la maggior parte dei quali sono paesi assolati, che si trovano completamente o in parte tra il Tropico del Cancro e il Tropico del Capricorno.
L'obiettivo primario dell'alleanza è operare per una produzione efficiente di energia solare e ridurre la dipendenza dai combustibili fossili.
L'alleanza è un'organizzazione intergovernativa basata su un trattato. I paesi che non rientrano nella zona torrida possono aderire all'alleanza e godere di tutti i vantaggi degli altri membri, ad eccezione del diritto di voto.

## Storia
L'iniziativa è stata lanciata dal primo ministro Narendra Modi al terzo vertice India-Africa (New Delhi, 26-29 ottobre 2015), ripresa dallo stesso Modi in un discorso tenuto il 13 novembre 2015 allo Stadio di Wembley di Londra, nel quale si riferiva ai paesi assolati come Suryaputra ("Figli del sole"), annunciato al vertice G20 del 2015, insieme al presidente francese François Hollande, proponendo la creazione di un'alleanza di paesi ricchi di energia solare simile all'Organizzazione dei Paesi esportatori di petrolio (OPEC). e in apertura della XXI Conferenza delle Parti dell'UNFCCC (Parigi, 30 novembre 2015).
L'Alleanza solare internazionale è iscritta con il numero 54949 nel registro delle Nazioni Unite, ai sensi dell'articolo 102 dello Statuto delle Nazioni Unite, in data 9 febbraio 2018.

## Sede
La sede dell'Alleanza solare internazionale si trova a Gurugram, in India.
Il 25 gennaio 2016, il presidente indiano Modi e il presidente francese Hollande hanno posato insieme la prima pietra della sede dell'ISA e hanno inaugurato la sede provvisoria del Segretariato presso il National Institute of Solar Energy (NISE) a Gwal Pahari, nel distretto di Gurugram, in India.
Il governo indiano ha destinato cinque acri di terreno nel complesso del NISE per la sua futura sede; ha anche contribuito con 1,75 miliardi di rupie, pari a circa 23 milioni di dollari USA, al fondo per la costruzione della sede e per sostenere le spese per i primi cinque anni.
L'alleanza è anche chiamata International Agency for Solar Policy and Application (IASPA).

## Obiettivi
Il fulcro è l'utilizzo dell'energia solare. Il lancio di tale alleanza a Parigi invia anche un forte segnale alle comunità mondiali sulla sincerità dei paesi in via di sviluppo per la loro preoccupazione per il cambiamento climatico e per un percorso di sviluppo con basse emissioni di anidride carbonica.
L'India si è impegnata a installare 175 GW da energie rinnovabili, di cui 100 GW saranno da energia solare, entro il 2022 e la riduzione dell'intensità di emissione del 33-35% entro il 2030, per consentire all'energia solare di raggiungere i villaggi e le comunità non ancora collegati e anche per ottenere un pianeta più pulito.
In seguito il Ministro delle energie nuove e rinnovabili Raj Kumar Singh ha comunicato che l'obiettivo di 100 GW di energia solare installata sarà raggiunto entro marzo 2023 e che i 500 GW da fonti non fossili, pari al 50% del totale, saranno raggiunti entro il 2030.

## Importanza geografica
L'area della Terra tra il Tropico del Cancro e il Tropico del Capricorno, denominata zona torrida o tropicale, è quella parte del mondo in cui il sole raggiunge lo zenit, quindi un'esposizione più diretta significa che l'insolazione è maggiore e ovunque a nord o a sud di questa zona la radiazione solare raggiunge sempre la superficie terrestre inclinata ed è di conseguenza meno intensa.
I paesi più soleggiati del mondo si trovano nel continente africano, che va dalla Somalia, a est e a sud, al Niger, a ovest e all'Egitto, a nord.
Per l'India i possibili benefici aggiuntivi dell'Alleanza potrebbero essere un rafforzamento dei legami con i principali paesi africani e aumentare la loro disponibilità verso l'India.

## Paesi aderenti
Le adesioni all'Alleanza solare internazionale sono iniziate a Marrakech, in Marocco, nel novembre 2016, a margine della XXII Conferenza delle Parti dell'UNFCCC (COP22), con la sottoscrizione dei primi 19 paesi, a cui sono seguite ulteriori sottoscrizioni. Alla prima assemblea dell'Alleanza (2018) hanno partecipato 70 paesi, alla seconda assemblea dell'Alleanza (2019) hanno partecipato 83 paesi, alla terza assemblea dell'Alleanza (2020) hanno partecipato 92 paesi.

L'Italia ha aderito il 17 marzo 2021 con la firma dell'Ambasciatore Vincenzo De Luca a New Delhi, la Grecia il 26 giugno 2021, Israele il 18 ottobre 2021. Gli Stati Uniti d'America sono stati il 101º paese ad aderire, con la firma da parte dell'Alto rappresentante John Kerry nel corso della COP26 di Glasgow l'11 novembre 2021.
Paesi che hanno aderito e ratificato al 2023 (95):
- Algeria
- Antigua e Barbuda
- Arabia Saudita
- Argentina
- Australia
- Bahrein
- Bangladesh
- Barbados
- Belize
- Benin
- Bhutan
- Birmania
- Botswana
- Brasile
- Burkina Faso
- Burundi
- Cambogia
- Camerun
- Ciad
- Cipro
- Comore
- RD del Congo
- Costa d'Avorio
- Cuba
- Danimarca
- Dominica
- Egitto
- El Salvador
- Emirati Arabi Uniti
- Etiopia
- Figi
- Francia
- Gabon
- Gambia
- Germania
- Ghana
- Giamaica
- Giappone
- Gibuti
- Grecia
- Grenada
- Guinea
- Guinea Equatoriale
- Guyana
- Haiti
- India
- Isole Marshall
- Isole Salomone
- Italia
- Kiribati
- Madagascar
- Malawi
- Maldive
- Mali
- Mauritius
- Mozambico
- Namibia
- Nauru
- Nicaragua
- Niger
- Nigeria
- Norvegia
- Oman
- Paesi Bassi
- Papua Nuova Guinea
- Perù
- Regno Unito
- Ruanda
- Saint Kitts e Nevis
- Saint Lucia
- Saint Vincent e Grenadine
- Samoa
- São Tomé e Príncipe
- Senegal
- Seychelles
- Singapore
- Siria
- Somalia
- Sri Lanka
- Stati Uniti
- Sudan
- Sudan del Sud
- Suriname
- Svezia
- Tanzania
- Togo
- Tonga
- Trinidad e Tobago
- Tunisia
- Tuvalu
- Uganda
- Ungheria
- Vanuatu
- Venezuela
- Zimbabwe

Paesi che hanno aderito ma non ratificato al 2023 (23):
- Armenia
- Bolivia
- Capo Verde
- Cile
- Rep. del Congo
- Costa Rica
- Rep. Dominicana
- Eritrea
- Guinea-Bissau
- Israele
- Liberia
- Lussemburgo
- Marocco
- Nepal
- Nuova Zelanda
- Palau
- Panama
- Paraguay
- Romania
- Spagna
- eSwatini
- Yemen
- Zambia

## Iniziative e partenariati

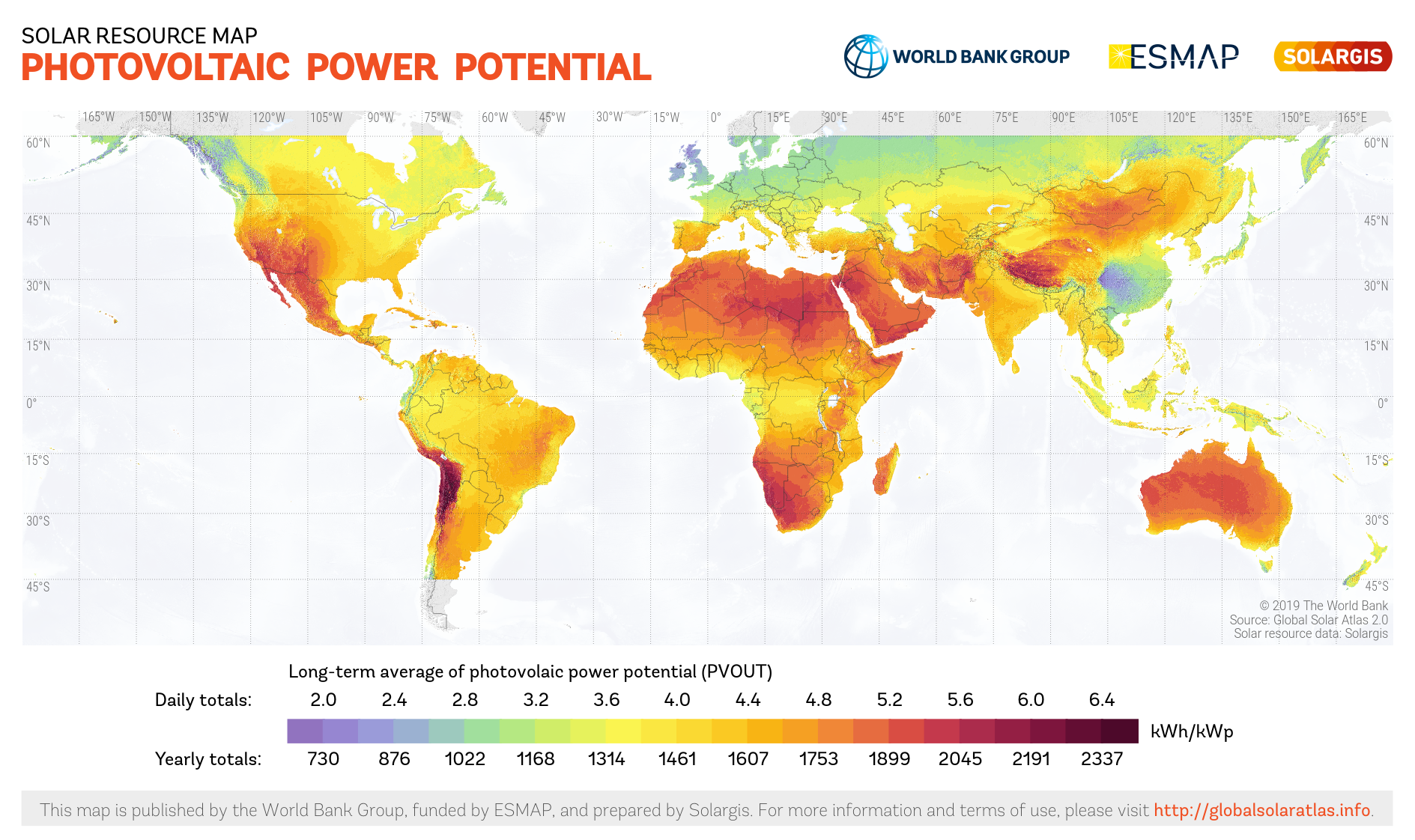
Atlante solare globale: energia fotovoltaica potenziale

La Banca mondiale e l'Alleanza solare internazionale hanno presentato l'Atlante solare globale (Global Solar Atlas) in occasione del World Future Energy Summit del 2017 ad Abu Dhabi. L'Atlante è uno strumento online gratuito che mostra il potenziale medio annuo di energia solare in qualsiasi luogo nel mondo e quindi identifica i potenziali siti per la generazione di energia solare. Lo scopo è di fornire uno strumento che aiuterà i governi a risparmiare milioni di dollari nelle ricerche e fornirà agli investitori e ai progettisti una piattaforma facilmente accessibile e uniforme per confrontare il potenziale delle risorse tra i siti in una regione o in più paesi.

Riccardo Puliti, Direttore senior di Banca mondiale, ha dichiarato: «La Banca mondiale sta assistendo a un aumento di interesse da parte dei nostri clienti per l'energia solare a causa della drastica diminuzione dei costi negli ultimi anni. Ci auguriamo che l'Atlante solare globale aiuterà nelle decisioni cruciali di pianificazione e investimento che dovranno essere prese nel prossimo decennio per passare a forme di energia più sostenibili».
L'11 dicembre 2018, Miguel Arias Cañete, commissario europeo per l'azione per il clima e l'energia, e Upendra Tripathy, direttore generale dell'Alleanza solare internazionale, in occasione della XXIV Conferenza delle Parti dell'UNFCCC (COP24) di Katowice hanno sottoscritto la Dichiarazione congiunta di cooperazione per la promozione dell'energia solare.
Il 19 ottobre 2021 Bloomberg Philanthropies e Alleanza solare internazionale hanno annunciato un partenariato per mobilitare 1 miliardo di dollari in investimenti globali per l'energia solare nei paesi membri dell'Alleanza. Le due organizzazioni avvieranno la collaborazione con il World Resources Institute (WRI) per sviluppare l'Agenda d'azione e il Calendario per gli investimenti in energie solari, che saranno lanciati rispettivamente alla COP26 e nel 2022. Per sostenere la nuova iniziativa Bloomberg Finance L.P. ha pubblicato il rapporto Scaling Up Solar in ISA Member Countries, che fungerà da supporto analitico sia per l'agenda che per il calendario.
Sempre durante la COP26, l'Alleanza solare internazionale, con il sostegno dei governi dell'India e del Regno Unito, ha presentato l'Iniziativa reti verdi (Green Grids Initiative), con il motto "Un sole, un mondo, una rete" (One Sun One World One Grid), che consiste nel creare una rete elettrica globale interconnessa; investire nella generazione di energia solare, eolica e negli di stoccaggi; sostenere la transizione globale verso veicoli a emissioni zero; sviluppare strumenti finanziari innovativi, strutture di mercato e facilitare l'assistenza finanziaria e tecnica per attirare capitali a basso costo. All'iniziativa hanno aderito oltre 80 paesi, tra i quali gli Stati Uniti, con la disponibilità finanziaria da parte della Banca mondiale.
Nel corso della COP27, il 10 novembre 2022, l'Alleanza solare internazionale e Invest India hanno lanciato il progetto SolarX Grand Challenge, con l'obiettivo di accelerare gli investimenti, promuovere l'innovazione e scoprire soluzioni locali nel settore dell'energia solare in Africa.
Lo stesso giorno l'Alleanza solare internazionale e la Global Energy Alliance for People and Planet (GEAPP) ha firmato un accordo per un importo di 10 milioni di dollari per promuovere la diffusione dell'energia solare nei paesi in via di sviluppo; in base a tale accordo, l'ISA rafforzerà i suoi programmi, svilupperà le capacità nei paesi meno sviluppati e nei piccoli stati insulari in via di sviluppo e potenzierà gli sforzi di analisi e di consulenza.

## Progetti
Nella quarta assemblea dell'Alleanza, il 20 ottobre 2021, è stato presentato il programma Idrogeno verde per la produzione di idrogeno da energia solare, con lo scopo di produrre idrogeno a costi competitivi e consentendo benefici a cascata; come nelle produzioni industriali più inquinanti (acciaierie e cementifici) o per le micro imprese la possibilità di sostituire i gruppi elettrogeni a gasolio.

## Assemblee
| Nº | Data                          | Sede                | Presidente            | Note                                |
| -- | ----------------------------- | ------------------- | --------------------- | ----------------------------------- |
| 1ª | 2-5 ottobre 2018              | Greater Noida India | Narendra Modi India   | anche: 2ª IORA, 2º Global Re-invest |
| 2ª | 30 ottobre - 1º novembre 2019 | New Delhi India     | Shri R.K. Singh India | [ 22 ]                              |
| 3ª | 14-16 ottobre 2020            | virtuale            | Shri R.K. Singh India | [ 23 ]                              |
| 4ª | 18-21 ottobre 2021            | virtuale            | Shri R.K. Singh India | [ 44 ]                              |
| 5ª | 17-20 ottobre 2022            | New Delhi India     | Shri R.K. Singh India | [ 46 ]                              |
| 6ª | 30 ottobre - 2 novembre 2023  | New Delhi India     | Shri R.K. Singh India | [ 47 ]                              |